# It's Christmas Time Again
"It's Christmas Time Again" é uma canção natalina do grupo musical estadunidense Backstreet Boys. O seu lançamento ocorreu em 6 de novembro de 2012, através de formato digital, como o primeiro single lançado sob o selo do grupo, K-Bahn. Foi composta por Nick Carter, Howie Dorough, Mika Guillory e Morgan Taylor Reid, tendo sido produzida também por este último. "It's Christmas Time Again" marca o retorno dos vocais de Kevin Richardson a uma canção do grupo, após seis anos de sua saída do Backstreet Boys.
O lançamento da canção alcançou o topo da parada estadunidense Billboard Holiday Digital Songs e figurou em número 38 pela japonesa Billboard Japan Hot 100.

## Antecedentes e recepção da crítica
Desde meados de 2012, o Backstreet Boys estava trabalhando na produção de seu oitavo álbum de estúdio, que mais tarde foi lançado sob o título de In a World Like This (2013). Entretanto, originalmente, o grupo pretendia lançar material novo antes do fim do ano de 2012. No último trimestre do ano, o Backstreet Boys recebeu o convite de se apresentar no especial de televisão Disney Parks Christmas Day Parade exibido pela ABC. Lhe foi dada a opção de se apresentar com uma canção clássica de natal ou com sua canção original "Christmas Time" de 1996. Por considerar "Christmas Time" uma canção antiga, Howie Dorough e Nick Carter, que estavam em um processo conjunto de composição para o próximo álbum do grupo, decidiram produzir uma canção natalina nova, que também serviria de presente para os fãs enquanto aguardavam o novo álbum.
"It's Christmas Time Again" foi composta em cerca de duas horas por Dorough e Carter juntamente com Mika Guillory e Morgan Taylor Reid, no início de outubro de 2012. Dentro de uma semana, a canção que havia sido apresentada e aprovada pelo restante do grupo, foi gravada, depois disso, a mesma foi apresentada também a Disney, que aprovou a sua produção.
"It's Christmas Time Again" recebeu análises positivas da crítica especializada, Rick Florino do website musical Artistdirect forneceu uma avaliação de 5 estrelas de uma escala de 5, descrevendo-a como um "hino de Natal atemporal", com uma construção suave de violão, sinos retumbantes e harmonias crescentes em cinco partes. Sandra Gonzalez da revista Entertainment Weekly também forneceu uma crítica positiva à canção, observando que "It's Christmas Time Again" possui uma melodia cativante, um pouco de "gancho de boy band" e uma harmonia em cinco partes.

## Lançamento e divulgação
Uma prévia de "It's Christmas Time Again" foi postada em 1 de novembro de 2012, através do website oficial do Backstreet Boys. Três dias depois, o grupo apresentou a canção publicamente pela primeira vez durante a gravação do programa Disney Parks Christmas Day Parade na Disneylândia. Em 5 de novembro, a AOL Music divulgou a canção completa. "It's Christmas Time Again" foi lançada oficialmente em formato digital em 6 de novembro.
Após o lançamento da canção, o Backstreet Boys realizou apresentações televisivas, cantando-a em programas como os talk shows The Talk em 14 de novembro e Late Night with Jimmy Fallon em 19 de novembro. Posteriormente, em dezembro de 2013, o grupo cantou "It's Christmas Time Again" durante o especial anual de televisão Christmas in Washington, que também contou com a presença do presidente dos Estados Unidos, Barack Obama e sua família.

## Desempenho nas tabelas musicais
Após o lançamento de "It's Christmas Time Again", a canção estreou em seu pico de número um na parada estadunidense Billboard Holiday Digital Songs em 24 de novembro de 2012, levando o Backstreet Boys a realizar sua primeira entrada na referida parada. Adicionalmente, a canção posicionou-se em número 38 no Japão pela Billboard Japan Hot 100.

### Posições semanais
| Tabela musical (2012)                            | Melhor posição |
| ------------------------------------------------ | -------------- |
| Estados Unidos - Billboard Holiday Digital Songs | 1              |
| Japão - Billboard Japan Hot 100                  | 38             |